# Honda RC181
La Honda RC181 es una motocicleta de cuatro tiempos específicamente desarrollada por Honda Motor Company para competir en el Campeonato del Mundo de 500cc. La RC181 hizo su debut en la temporada 1966 del Campeonato del Mundo de Motociclismo y finalizó su vida útil al final de la temporada 1967.
La RC181 es la primera motocicleta creada por Honda para competir en el Campeonato del Mundo de 500 cc.

## Historia
La Honda RC181 debutó en 1966 y ganó cinco de las nueve carreras de esa temporada, tres con Mike Hailwood (Checoslovaquia, Úlster y en la Isla de Man) y dos con Jim Redman (Alemania y Países Bajos). En el Gran Premio de Bélgica de 1966, Redman se cayó en la primera vuelta de la carrera y la caída le provocó una fractura en su brazo, esta lesión hizo que Readman tomara la decisión de retirarse del motociclismo. Honda decidió no reemplazar a Redman y correr a partir del Gran Premio de Alemania del Este con un solo piloto. Hailwood terminó segundo en la clasificación general del campeonato detrás de Giacomo Agostini y su MV Agusta. A pesar de no haber ganado el campeonato de pilotos, Honda ganó el campeonato de constructores, siendo el primer título de constructores de 500 cc ganado por la marca del ala dorada en su historia.
La temporada siguiente, Hailwood volvió a terminar segundo en el campeonato igualando en puntos contra Giacomo Agostini. El campeonato se resolvió por puntos brutos, Hailwood terminó con 52 puntos brutos, mientras que Agostini terminó con 58 puntos brutos resultados de 5 victorias y 3 segundos puestos contra las 5 victorias y 2 segundos puestos de Hailwood. Al final de la temporada 1967, Honda se retiró del Campeonato del Mundo de Motociclismo. En las dos temporadas en el Campeonato del Mundo de 500cc, la Honda RC181 ganó diez carreras sobre las diecinueve en las que participó.

## Resultados

### Campeonato del Mundo de Motociclismo
(Clave) (negrita indica pole position) (cursiva indica vuelta rápida)

| Año  | Equipo | N.º | Piloto         | 1   | 2   | 3   | 4   | 5   | 6   | 7   | 8   | 9   | 10  | Puntos  | CP  | Puntos  | CC  |
| ---- | ------ | --- | -------------- | --- | --- | --- | --- | --- | --- | --- | --- | --- | --- | ------- | --- | ------- | --- |
| 1966 | Honda  |     |                | GER | NED | BEL | DDR | CZE | FIN | ULS | IOM | NAT |     |         |     |         |     |
| 1966 | Honda  | 1   | Mike Hailwood  | Ret | Ret | Ret | Ret | 1   | 2   | 1   | 1   | Ret |     | 30      | 2.º | 40 (46) | 1.º |
| 1966 | Honda  |     | Jim Redman     | 1   | 1   | Ret |     |     |     |     |     |     |     | 16      | 5.º | 40 (46) | 1.º |
| 1967 | Honda  |     |                | GER | IOM | NED | BEL | DDR | CZE | FIN | ULS | NAT | CAN |         |     |         |     |
| 1967 | Honda  | 2   | Mike Hailwood  | Ret | 1   | 1   | 2   | Ret | 1   | Ret | 1   | 2   | 1   | 46 (52) | 2.º | 46 (52) | 2.º |
| 1967 | Honda  |     | Manuel Radbord |     |     |     |     |     |     |     |     |     | 8   | 0       | NC  | 46 (52) | 2.º |
| 1967 | Honda  |     | Armand Nerger  | 11  |     |     |     |     |     |     |     |     |     | 0       | NC  | 46 (52) | 2.º |
| 1967 | Honda  |     | Don Haddow     |     |     |     |     |     |     |     |     |     | Ret | 0       | NC  | 46 (52) | 2.º |
| 1967 | Honda  |     | Mike Manley    |     |     |     |     |     |     |     |     |     | Ret | 0       | NC  | 46 (52) | 2.º |
| 1967 | Honda  |     | Graham Penny   |     | Ret |     |     |     |     |     |     |     |     | 0       | NC  | 46 (52) | 2.º |